# Санта Марија деј Мози (Кремона)
Санта Марија деј Мози је насеље у Италији у округу Кремона, региону Ломбардија.
Према процени из 2011. у насељу је живело 133 становника. Насеље се налази на надморској висини од 76 м.